# Кайнар (Нуринський район)
Кайна́р (каз. Қайнар) — село у складі Нуринського району Карагандинської області Казахстану. Адміністративний центр та єдиний населений пункт Тассуатського сільського округу.
Населення — 994 особи (2021; 1252 у 2009, 1381 у 1999, 1118 у 1989).
Національний склад станом на 1989 рік:
- казахи — 33 %;
- росіяни — 31 %.

До 2017 року село називалось Щербаковське.